# لادیسلاو موکوس
لادیسلاو موکوس (رومانیایی: Ladislau Mokos؛ زادهٔ ۹ اکتبر ۱۹۳۱)  بازیکن بسکتبال اهل رومانی بود. وی در بازی‌های المپیک تابستانی ۱۹۵۲ شرکت کرده‌است.